# Луберти, Марко
Марко Луберти (итал. Marco Luberti; род. 13 февраля 1941, Рим) — итальянский поэт-песенник, музыкальный продюсер, автор-исполнитель.

## Биография
Родился в Риме, учился в художественном лицее, где обучился игре на фортепиано. Карьеру начал с выступлений в качестве клавишника в ряде ансамблей. В конце 1960-х годов он начал сотрудничество с Риккардо Коччанте, сначала в соавторстве с другими артистами, а в 1970-х годах, когда Коччанте начал свою сольную карьеру, стал его продюсером и писал песни лично. Среди его творений такие хиты Коччанте как «Bella senz’Anima», «Margherita», «Io canto», «Quando finisce un amore» и «Poesia». Сотрудничество закончилось в 1980 году.
В 1982 году Люберти выпустил единственную работу в качестве певца, альбом Canzoni ed appunti, который, будучи хорошо принят критиками, был коммерческим провалом. Затем он сосредоточился на своей работе в качестве продюсера и автора песен для других артистов. Среди тех с кем он работал: Мина, Орнелла Ванони, Миа Мартини, Лоредана Берте, Марчелла Белла, Mecano, Патти Право, Анна Окса, Фьорелла Манноя, Энцо Карелла и его жена Марина Арканджели.